# 2010 JL33
2010 JL33 — астероид из группы аполлонов, относящийся к потенциально опасным объектам; открыт 6 мая 2010 года в обсерватории Маунт-Леммон.
Небесное тело имеет звёздную величину 17,64. Эксцентриситет орбиты — 0,74, параметр Тиссерана — 2,91, что свидетельствует о возможном кометном происхождении астероида.
9 декабря 2010 года астероид приблизился к Земле на расстояние 0,0427 а. е. (примерно 16,6 расстояний до Луны), что позволило изучить его более подробно. 11 и 12 декабря 2010 года на радиотелескопе комплекса дальней космической связи Голдстоун была проведена радиолокация астероида, которая помогла определить его размер и форму. Форма астероида слегка вытянута, длина порядка 1,8 км. Самой интересной деталью на его поверхности является большой кратер, возможно ударного происхождения. Период вращения астероида составляет 9,45 ч.